# القرعان (عرق)
القرعان هي أقلية عرقية في السودان وتشاد. من المحتمل أن يكون عددهم أكثر من 50000 شخص. هذه الأقلية من المسلمين ويتكلمون العربية.